# Bodenmöser
Bodenmöser este o arie protejată (sit de importanță comunitară — SCI, arie de protecție specială avifaunistică — SPA) din Germania întinsă pe o suprafață de 917,51 ha, integral pe uscat.

## Localizare
Centrul sitului Bodenmöser este situat la coordonatele 47°41′41″N 10°00′04″E / 47.6947°N 10.0011°E.

## Înființare
Situl Bodenmöser a fost declarat arie de protecție specială avifaunistică în noiembrie 2007 pentru a proteja 15 specii de animale. Situl a fost protejat și ca sit de importanță comunitară în noiembrie 2007.

## Biodiversitate
Situată în ecoregiunea continentală, aria protejată nu include niciun habitat protejat.
La baza desemnării sitului se află mai multe specii protejate de  păsări (15): rață mică (Anas crecca crecca), prepeliță (Coturnix coturnix), cristeiul de câmp (Crex crex), ciocănitoare neagră (Dryocopus martius), șoimul rândunelelor (Falco subbuteo), becațină comună (Gallinago gallinago), sfrâncioc roșiatic (Lanius collurio), Mergus merganser merganser, gaia neagră (Milvus migrans), gaia roșie (Milvus milvus), pitulice de munte (Phylloscopus bonelli), ciocănitoare verzuie (Picus canus), Rallus aquaticus aquaticus, mărăcinar (Saxicola rubetra), Tachybaptus ruficollis ruficollis